# Maquoketa
Maquoketa é uma cidade localizada no estado americano de Iowa, no Condado de Jackson.

## Demografia
Segundo o censo americano de 2000, a sua população era de 6112 habitantes.
Em 2006, foi estimada uma população de 6021, um decréscimo de 91 (-1.5%).

## Geografia
De acordo com o United States Census Bureau tem uma área de
9,0 km², dos quais 8,9 km² cobertos por terra e 0,1 km² cobertos por água. Maquoketa localiza-se a aproximadamente 214 m acima do nível do mar.

## Localidades na vizinhança
O diagrama seguinte representa as localidades num raio de 20 km ao redor de Maquoketa.